# Zagroda (Chełm)
Pour les articles homonymes, voir Zagroda.
Zagroda (prononciation : [zaˈɡrɔda]) est un village polonais de la gmina de Chełm dans le powiat de Chełm de la voïvodie de Lublin dans l'est de la Pologne.
Il se situe à environ 5 kilomètres à l'ouest de Pokrówka (siège de la gmina), 11 kilomètres au sud-ouest de Chełm (siège du powiat) et 60 kilomètres à l'est de Lublin (capitale de la voïvodie).
Le village comptait approximativement une population de 278 habitants en 2000.

## Histoire
De 1975 à 1998, le village est attaché administrativement à la voïvodie de Chełm.

Depuis 1999, il fait partie de la voïvodie de Lublin.